# あの夢をなぞって
「あの夢をなぞって」（あのゆめをなぞって）は、日本の音楽ユニットYOASOBIの楽曲。2作目の配信限定シングルとして2020年1月18日にリリースされた。

## 概要
小説を音楽にするユニット「YOASOBI」として2作目の作品で、小説投稿サイト「monogatary.com」に投稿されたいしき蒼太の小説『夢の雫と星の花』を原作として作詞作曲された。楽曲は、フジテレビ系「とくダネ!」2020年6月度お天気コーナーMONTHLY SONGと、ダイハツ工業「タフト」"きっといい風”篇CMソングに使用された。
原作小説は、夢の中でクラスメイトの少年に告白されることを知った少女とその少年の2人による、花火大会での恋物語を描いた作品で、7月からkancoによってWebコミカライズされ、2月14日に追加エピソードを加えたコミック版の単行本が発売された。
楽曲の配信リリースと同日の21時にミュージックビデオを公開された。ミュージックビデオは頃之介古論が手掛けている。

## 認定と売上
|                                | 認定 (RIAJ) | 売上/再生回数       |
| ------------------------------ | ----------- | ------------------- |
| ダウンロード                   | ゴールド    | -                   |
| ストリーミング                 | プラチナ    | 100,000,000* 回再生 |
| *認定のみに基づく売上/再生回数 |             |                     |

## あの夢をなぞって (Ballade Ver.)
「あの夢をなぞって (Ballade Ver.)」（あのゆめをなぞって バラードバージョン）は、日本の音楽ユニットYOASOBIの楽曲。2022年3月30日に配信限定シングルとしてリリースされた。

### 解説
2021年の11月27日から放映の大塚製薬「カロリーメイト」「Midnight Train」編のCMソングに使用された、バラードアレンジへの再アレンジとレコーディングが行われたバージョンである。CMで使用されたのはショートバージョンだったが、2022年3月1日にYOASOBIが出演したTOKYO FM『THE TRAD』にてフル音源が初解禁となった。
3月17日に原作小説『夢の雫と星の花』がバーティカルシアターアプリ「smash.」で実写映画化され、同楽曲が主題歌として使用されることが発表。これを記念した同作品とのコラボスペシャルムービーが3月24日にYouTubeで公開された。
なお、同楽曲はリリース情報などの事前情報・告知なしでのサプライズ配信リリースとなった。

## カバー
- Ayase feat.初音ミク - タワーレコードにて限定販売されたAyaseの2ndアルバム『MIKUNOYOASOBI』に収録[15]。
- Poppin'Party［戸山香澄（愛美）］×ときのそら - ホロライブとのコラボレーションの一環として、2021年10月24日にゲーム『バンドリ! ガールズバンドパーティ!』に追加収録[16]。